# Proximus

Logo sieci Proximus

Proximus – największa belgijska sieć GSM.

## Historia
Proximus powstał w 1994 jako joint-venture pomiędzy Belgacom – 75% udziałów oraz Airtouch – 25% udziałów. Airtouch później połączył się z Vodafone.
Od stycznia 1994, Proximus przejął obsługę starej sieci analogowej MOB2, jak również sieci drugiej generacji, początkowo tylko w zakresie GSM 900. Przestarzała sieć MOB2 została wyłączona w 1999. Obecnie Proximus w razie potrzeby może także używać zakresu GSM 1800 w celu uzupełnienia swojej oferty. Pierwotnie firma posiadała status monopolisty, jednak po regulacjach prawnych od 1998 konkuruje z Mobistar, a od 1999 także z BASE, wtedy występującym jak KPN-Orange.

## Stan prawny
Proximus NV/SA jest spółką córką państwowego operatora Belgacom NV/SA, posiadającego ponad 50% akcji (od czasu pierwszej emisji w 2004). 25% udziałów należało do grupy Vodafone do 2006, kiedy to odsprzedał on swoje udziały do Belgacomu. 

## Informacje techniczne
Logiem operatora jest słowo PROXIMUS. Kod sieci tego operatora to 206 01 obecny w GSM 900/1800 (czyli 2G GSM) oraz W-CDMA 2100 dla 3G UTMS. Oferta prepaid firmy nazywana jest Pay&Go.